# Nandini Satpathy

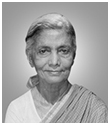
Nandini Satpathy

Nandini Satpathy (* 9. Juni 1931 in Cuttack; † 4. August 2006 in Bhubaneswar) war eine indische Politikerin und Autorin.

## Politische Karriere
Nandini Satpathy ist eine der wenigen Frauen in der indischen Politik, die in hohe Ämter gelangte, ohne Teil einer Politiker-Dynastie zu sein oder von Männern protegiert worden zu sein. Als Mitglied der Partei Indischer Nationalkongress wurde sie für Orissa in die Rajya Sabha gewählt. Zwischen 1966 und 1969 und noch einmal 1970 war sie Informationsministerin der Bundesregierung, dazwischen war sie Staatsministerin beim Premierminister und Ministerin ohne Geschäftsbereich.
Ihre enge Verbindung zu Indira Gandhi zahlte sich aus, als sie 1972 zum „Chief Minister“ (Ministerpräsident eines Föderal-Staates) von Orissa vorgeschlagen wurde. Im März 1973 wurde der Staat für ein Jahr dem Präsidenten direkt unterstellt, aber Satpathy erlangte im März 1974 ihre Stellung zurück. 1974 führte sie den Indischen Nationalkongress bei den Wahlen zum state assembly (Föderalkammer) zu einem Sieg. Sie blieb bis 1976 im Amt und wird in Orissa als erfolgreicher Chief Minister angesehen. Nach dem Sturz von Indira Gandhi 1977 verließ Nandini Satpathy die Partei und trat der Janata Party bei. Mit Ende der Janata-Regierung 1980 verließ Satpathy auch diese Partei und wurde im gleichen Jahr noch als unabhängige Kandidatin wiedergewählt. 1985 gründete sie die Regionalpartei Jagrata Orissa; sie wurde als einzige Kandidatin ins Parlament gewählt. 1990 kehrte sie zum Indischen Nationalkongress zurück.

## Literarische Karriere
Nandini Satpathy war eine bekannte Oriya-Autorin, ihre Werke wurden in mehrere Sprachen übersetzt. 1998 erhielt sie für ihren herausragenden Beitrag zur regionalen Literatur den Sahitya Bharati Samman Award.
| Personendaten    | Personendaten                                      |
| ---------------- | -------------------------------------------------- |
| NAME             | Satpathy, Nandini                                  |
| KURZBESCHREIBUNG | indische Politikerin und Autorin                   |
| GEBURTSDATUM     | 9. Juni 1931                                       |
| GEBURTSORT       | Cuttack, Provinz Bihar und Orissa, Britisch-Indien |
| STERBEDATUM      | 4. August 2006                                     |
| STERBEORT        | Bhubaneswar, Odisha, Indien                        |